# بوب ريتشاردز (سياسي)
بوب ريتشاردز (بالإنجليزية: Bob Richards)‏ هو القافز بالزانة وسياسي أمريكي، ولد في 20 فبراير 1926 في تشامبيغن في الولايات المتحدة. نشط حزبياً في الحزب الشعبوي ‏.

## وصلات خارجية
- بوب ريتشاردز على موقع الاتحاد الدولي لألعاب القوى (الإنجليزية)
- بوب ريتشاردز على موقع الاتحاد الأمريكي لسباقات المضمار والميدان، قاعة المشاهير (الإنجليزية)
- بوب ريتشاردز على موقع اللجنة الأولمبية الدولية (الإنجليزية)
- بوب ريتشاردز على موقع أوليمبيديا (الإنجليزية)
- بوب ريتشاردز على موقع الموسوعة البريطانية (الإنجليزية)
- بوب ريتشاردز على موقع مونزينجر (الألمانية)